# Лексирья
Лексирья, Лексырья — река в России, протекает в Усольском районе Пермского края. Устье реки находится в 8,1 км по левому берегу реки Сирья. Длина реки составляет 12 км.
Исток реки в лесах на границе с Соликамском районом в 6 км к северу от села Берёзовка. Исток лежит на водоразделе с бассейном Лысьвы. Генеральное направление течения — юг, всё течение проходит по ненаселённому лесу. Впадает в Сирью ниже села Берёзовка.

## Данные водного реестра
По данным государственного водного реестра России относится к Камскому бассейновому округу, водохозяйственный участок реки — Кама от города Березники до Камского гидроузла, без реки Косьва (от истока до Широковского гидроузла), Чусовая и Сылва, речной подбассейн реки — бассейны притоков Камы до впадения Белой. Речной бассейн реки — Кама.
По данным геоинформационной системы водохозяйственного районирования территории РФ, подготовленной Федеральным агентством водных ресурсов:
- Код водного объекта в государственном водном реестре — 10010100912111100007529
- Код по гидрологической изученности (ГИ) — 111100752
- Код бассейна — 10.01.01.009
- Номер тома по ГИ — 11
- Выпуск по ГИ — 1